# Rick Berman
Richard Keith „Rick” Berman (25 grudnia 1945 r. Nowy Jork USA) – amerykański producent telewizyjny. W jego dorobku za największe osiągnięcie uznaje się jego wkład w seriale science-fiction oparte na świecie Star Trek. Był producentem (lub współproducentem) takich seriali jak:
- Star Trek: Stacja Kosmiczna
- Star Trek: Voyager
- Star Trek: Enterprise

Udzielał się również jako producent w kilku filmach pełnometrażowych serii Star Trek, m.in. w Star Trek: Nemesis.